# النواشرالجر (عبس)

تعديل مصدري - تعديل

النواشرالجر هي إحدى قرى عزلة مطولة بمديرية عبس التابعة لمحافظة حجة، بلغ تعداد سكانها 957 نسمة حسب تعداد اليمن لعام 2004.